# Luis Astrana Marín
Luis Astrana Marín (Villaescusa de Haro, Cuenca, 1889-Madrid, 9 de diciembre de 1959) fue un biógrafo, periodista, ensayista y traductor español. Destacó, especialmente, como cervantista.

## Biografía

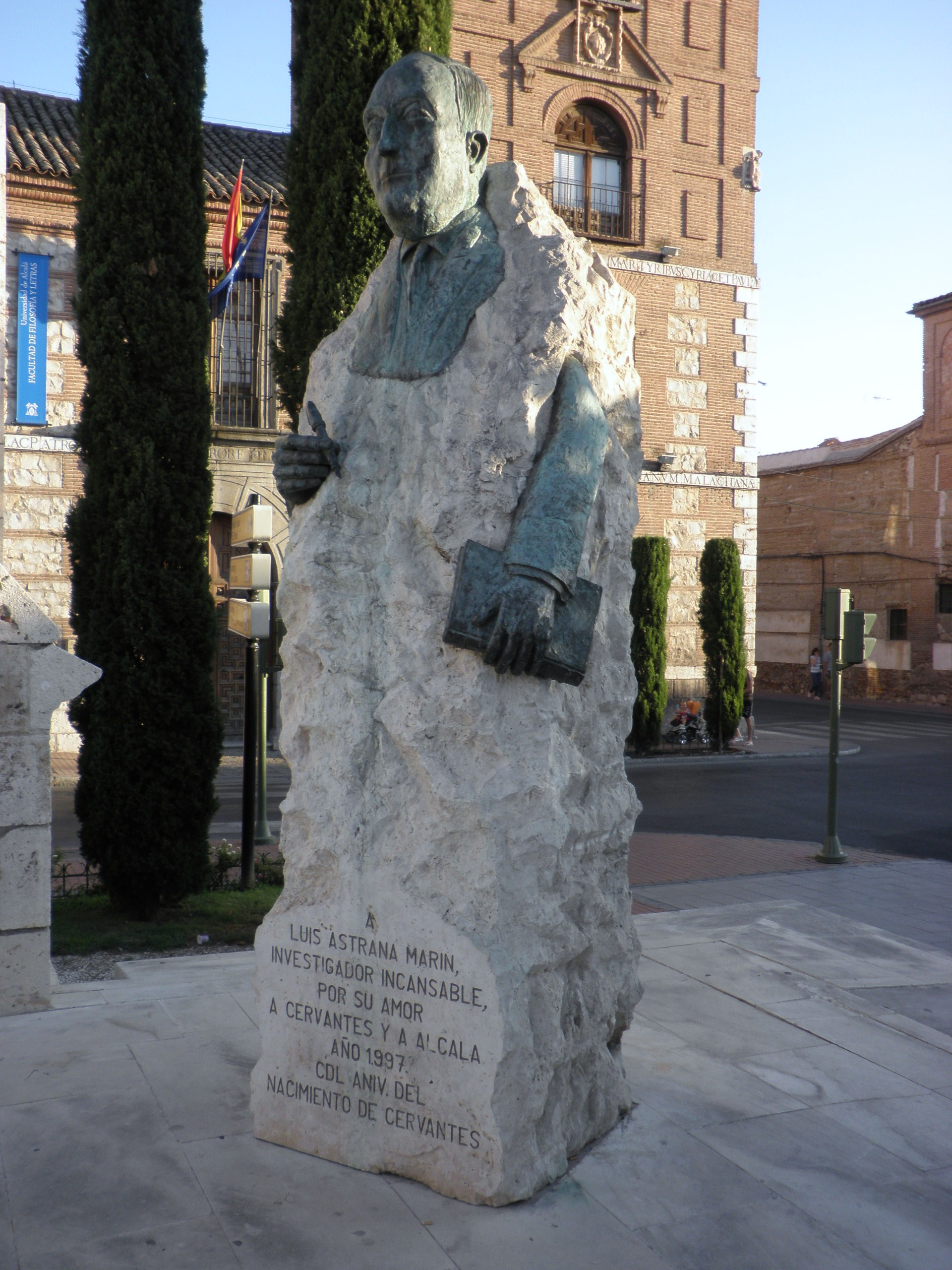
Monumento a Luis Astrana Marín en la plaza de Cervantes de Alcalá de Henares.

Nació en la localidad conquense de Villaescusa de Haro en 1889 en el seno de una familia de labradores. Su padre, Blas Astrana, fue un veterano de la guerra de Cuba, y su madre pertenecía a una modesta familia de Villaescusa. Cursó humanidades en el Colegio de Franciscanos Descalzos de Belmonte, donde destacó muy pronto como latinista y por su facilidad para los idiomas. Los franciscanos abandonaron ese convento en 1919, y la condesa de Buenavista, que protegía el lugar, logró que en 1923 lo ocuparan los trinitarios. Prosiguió sus estudios en el Seminario de Cuenca, desde 1906 hasta 1909, provisto de una amplísima y antigua biblioteca. Allí aumentaron sus conocimientos de latín y griego, y se inició en varias lenguas modernas; coincidió en este seminario con otro futuro erudito, Ángel González Palencia. Dejó testimonio de sus años de formación en La vida en los conventos y seminarios (1915), donde ya menciona a Shakespeare como forjador de su espíritu.
Tras un largo viaje por Europa en que perfeccionó sus conocimientos de inglés, francés, portugués e italiano, decide no ordenarse y se establece en Madrid en 1911 para consagrarse al periodismo, a fin de subvenir a las perentorias necesidades de su empobrecida familia; colabora en algunos de los más importantes diarios (El Liberal, La Correspondencia de España, El Heraldo de Madrid, ABC, El Imparcial) y diversas revistas. Fue redactor de Mas en 1930. Frecuentó tertulias y bibliotecas, y se convirtió en un enemigo encarnizado de la generación del 27. Por entonces empezó a aquejarle la sordera. En El libro de los plagios (1920) fustigó con dureza y no sin regodeo la obra del cervantista Francisco Rodríguez Marín, al que llamó ladrón, a Julio Cejador y Frauca, a quien puso una denuncia en el juzgado de guardia por haber copiado sin rubor las notas y apostillas de Aureliano Fernández-Guerra a los Sueños de Francisco de Quevedo, pleito que fue sobreseído al demostrar Cejador que poseía permiso escrito para ello de la heredera del editor Manuel Rivadeneyra. Al poeta Francisco Villaespesa por sus plagios de Camoens y otros escritores portugueses, y al dramaturgo Gregorio Martínez Sierra por traducir mal las obras de Shakespeare y robar cien versos de Leandro Fernández de Moratín. Y todo esto cuando aún no contaba treinta años de edad; no le faltaba razón en muchos casos, pero también cometió errores de apreciación, como cuando llamó leproso al estilo de Gabriel Miró o como cuando consideró el modernismo como «obra de unos cuantos andaluces guasones» y a los escritores de la colección La Novela Corta como «una parva de mentecatos». Astrana se ganó fama de librepensador y, aunque empezó escribiendo en periódicos de izquierda, hizo amistad con el editor Reus, del Partido Radical, que sostuvo toda su vida.
En los años treinta colabora con su pluma en el diario pronazi y antirrepublicano Informaciones, cuya línea editorial extremista se agudiza a partir de 1933, con la llegada de Hitler al poder. Astrana, antisemita declarado, contribuye con artículos llenos de referencias racistas contra los judíos, llegando a afirmar que «para dominar a los judíos, no hay otro remedio que reducirlos a la nada», o «no habrá paz en el mundo mientras existan los judíos». Por esos años editó El desengaño del hombre de Juan Martínez de Cuéllar (1928), antes de atreverse con las Obras completas de Francisco de Quevedo (1932) y las de Pedro Calderón de la Barca (1932). 
Pasó la Guerra Civil en Madrid, sin identificarse con ninguno de los dos bandos.[cita requerida] En 1939 comenzó su colaboración con el diario ABC, que perduró hasta su muerte. Por esas fechas falleció su madre y enfermó gravemente una de sus hijas. Astrana continuó como siempre frecuentando las bibliotecas y asistiendo a las tertulias del Café Recoletos, el Gijón y el bar Flor. Sin embargo, tuvo problemas a causa de su militancia masónica. Existe, al parecer, constancia documental de su pertenencia a la logia de la calle Conde de Aranda, y fue procesado por ese motivo entre 1944 y 1947. Fue condenado a 12 años y un día de reclusión menor e inhabilitación absoluta perpetua.
En 1948 publicó su monumental biografía: Vida ejemplar y heroica de Miguel de Cervantes Saavedra, cuyo séptimo y último volumen se publicó en 1958. Por este impresionante esfuerzo le fue concedida la Encomienda de la Orden de Alfonso X el Sabio. Gracias a sus investigaciones se determinó la ubicación exacta de la casa natal de Cervantes en Alcalá de Henares y de la de su esposa en Esquivias. 
En 1953 fundó la Sociedad Cervantina, cuyo propósito era fomentar el conocimiento de la vida y obras de Miguel de Cervantes. Anglófilo por devoción a Cervantes, del que decía que Inglaterra fue la primera en reconocer su genio, llevó a cabo «en justa reciprocidad» la traducción de las Obras completas de Shakespeare. Falleció de embolia cerebral a los setenta años, el 4 de diciembre de 1959.
Publicó también novelas y obras de teatro. Aunque fue muy abundante y está por estudiar su obra periodística, debe su fama sobre todo a la traducción de las Obras Completas de Shakespeare (1929), la más difundida del Cisne del Avon en español, y a su extraordinaria labor como biógrafo de autores clásicos. Entre sus producciones en este género destacan Cristóbal Colón (1929), William Shakespeare, (1930, segunda edición en 1941), Vida azarosa de Lope de Vega (1935), Vida turbulenta de Quevedo (1945), Vida genial y trágica de Séneca (1947) y Vida ejemplar y heroica de Miguel de Cervantes (1948–1958), en siete volúmenes, su obra maestra.

## Obra

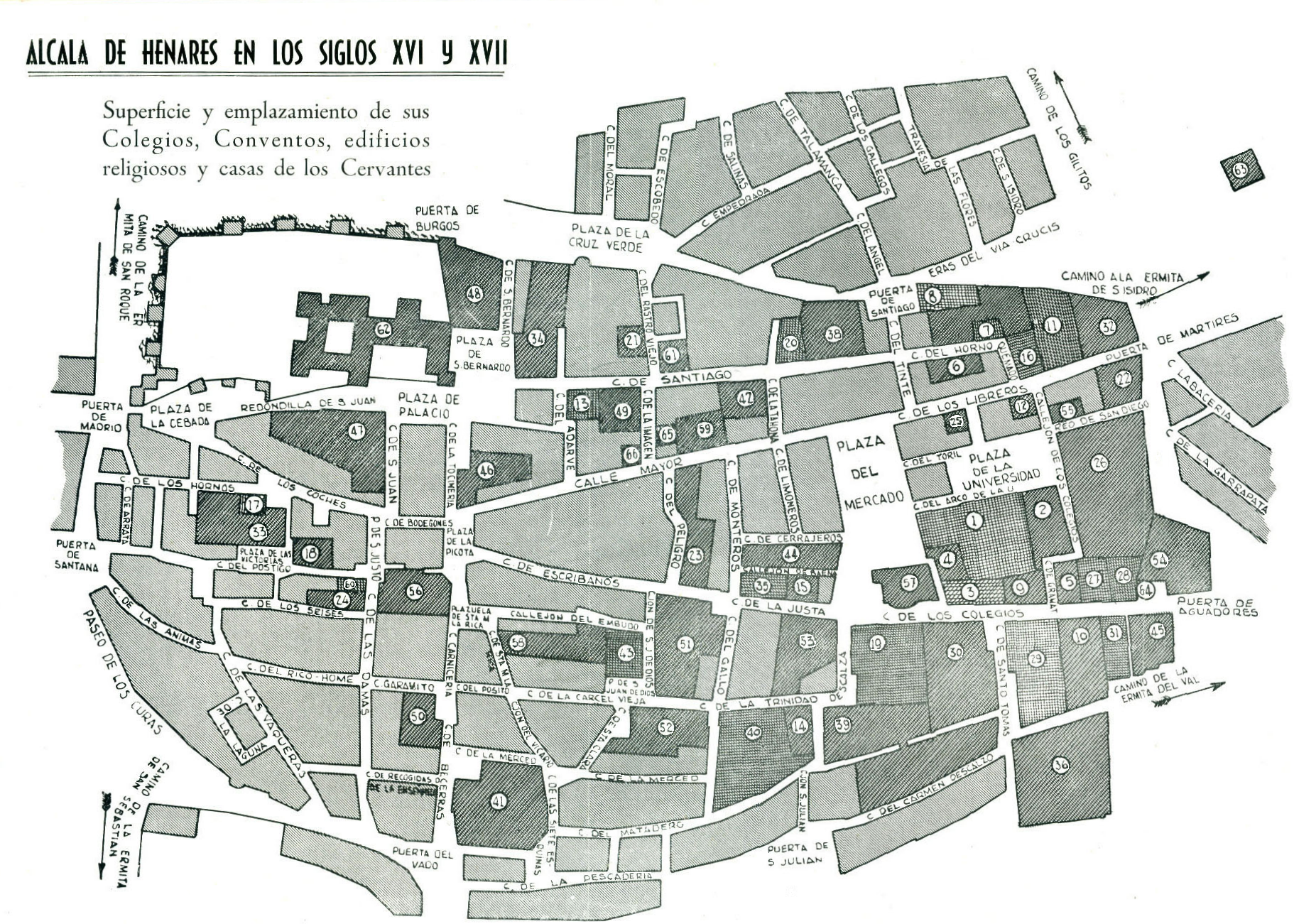
Plano de Alcalá de Henares, (y XVII) con los edificios principales publicado en la Vida ejemplar y heroica de Miguel de Cervantes Saavedra por Luis Astrana Marín

Empezó a publicar en 1948 una monumental biografía de Miguel de Cervantes en siete volúmenes, Vida ejemplar y heroica de Miguel de Cervantes Saavedra: con mil documentos hasta ahora inéditos y numerosas ilustraciones y grabados de época, que terminó en 1958 y pretendía agotar el tema, habiendo ya publicado las de Lope de Vega y Quevedo; de este último reunió y publicó además un riquísimo Epistolario eruditamente anotado. Como cervantista es la apoteosis del método positivista y su documentación es prolija, abrumadora: un monumental esfuerzo de erudición que reúne 1410 documentos inéditos.
Tradujo además toda la obra de Shakespeare en prosa, incluidos los sonetos y las obras atribuidas, en una versión muy divulgada y única completa accesible en muchos años. Como trabajo complementario redactó una biografía de Shakespeare (1930) que revisó y amplió después (1940). Entre sus ensayos figuran Cristóbal Colón y El libro de los plagios, este último asaz polémico. Reeditó el Quijote de Diego Clemencín.

### Novela
- La vida en los conventos y seminarios: (memorias de un colegial), Madrid: Claudio Santos. Colección Mercurio. Biblioteca Selecta Universal de Grandes Autores Antiguos y Modernos, sin año; al parecer se reimprimió en Madrid: Suc. de Rivadeneyra, 1915.
- «Una visita de la reina Mab. Novela corta», en Los Lunes de El Imparcial (8–VII–1923).
- Alejandro el Grande (novela picaresca moderna), Madrid: Editorial Popular, 1919.
- El cortejo de Minerva, Madrid: Espasa-Calpe, S. A.
- El gran señor de la Torre de Juan Abad: (relaciones de la vida de Quevedo, escritas con su pluma), Madrid: Ediciones Españolas, 1939.

### Teatro
- Con José María Monteagudo, Gitanos. Tragicomedia, Madrid: Edit. Voluntad, 1926.
- Luz de playa.

### Ensayos, estudios y artículos
- Las profanaciones literarias: el libro de los plagios, Madrid: Imprenta de G. Hernández y Galo Sáez, 1920.
- Gente, gentecilla y gentuza. Críticas y sátiras, Madrid: Imprenta de G. Hernández y Galo Sáez, 1922. Hay otra edición madrileña, sin año, quizá anterior, de la editorial Reus.
- Cervantinas y otros ensayos, Madrid: Afrodisio Aguado, 1944.
- Haces de flechas (Juegos y variedades de humanismo), Madrid: Aldus, Ediciones Españolas, 1939.
- Ideario de don Francisco Quevedo y Villegas, Madrid, 1940.
- Quevedo (el gran satírico), Madrid: Ed. Boris Bureba, 1946, reimpreso luego.
- Gobernará Lerroux, Madrid: Gráficas Universal, 1932.
- Cervantes y otros ensayos, Madrid, Afrodisio Aguado, 1944.
- La villa de San Clemente en el Quijote (así habló don Luis Astrana Marín en ella el... 17 de mayo de 1959). San Clemente: Biblioteca Municipal; 1964.

### Biografías
- Vida ejemplar y heroica de Miguel de Cervantes Saavedra, Madrid: Instituto Editorial Reus, 1948–1958), siete vols.
- La vida turbulenta de don Francisco de Quevedo, Madrid: Editorial Gran Capitán, 1945.
- Vida azarosa de Lope de Vega, Barcelona: Ed. Juventud, 1935; tuvo una segunda edición con el título Lope de Vega. El monstruo de la naturaleza, Madrid: Boris Bureba, 1944, muy reimpresa.
- William Shakespeare, Madrid: Aguilar, 1930; segunda edición ampliada con el título Vida inmortal de Shakespeare Madrid: Eds. Españolas, 1941.
- Cristóbal Colón. Su patria, sus restos y el enigma del descubrimiento de América, Madrid, Voluntad, 1929.
- Vida genial y trágica de Séneca, Madrid: Gran Capitán, 1947.
- Fray Luis de León (inconclusa)

### Ediciones
- Francisco de Quevedo, Obras completas: obras en verso. Textos clasificados y anotados por Luis Astrana Marín Madrid: Aguilar, 1932.
- Francisco de Quevedo, Epistolario completo de D. Francisco de Quevedo y Villegas. Edición crítica. (Con extensas anotaciones, apéndices, documentos inéditos y una acabada bibliografía), Madrid, Instituto Ed. Reus, 1946.
- Francisco de Quevedo, Obras completas. Obras en prosa, edición de Luis Astrana Marín, Madrid: Aguilar, 1932.
- Obras escogidas de Don Pedro Calderón de la Barca. Edición y prólogo de Luis Astrana. Madrid: Ediciones Españolas S.A., 1940.
- Obras completas de Don Pedro Calderón de la Barca. (Dramas). Textos íntegros según las primeras ediciones y los manuscritos autógrafos. Edición de Luis Astrana Marín. Madrid: Aguilar, 1941.
- Juan Martínez de Cuéllar, Desengaño del hombre en el tribunal de la fortuna y casa de descontentos Nueva edición revisada y prologada por Luis Astrana Marín. Madrid: Compañía Ibero Americana de Publicaciones, 1928 (imprenta de Blass).

### Traducciones
- Sueño de una noche de San Juan de William Shakespeare. Prólogo y traducción de Luis Astrana Marín, Madrid, Espasa Calpe, 1922.
- Elissa Rhaïs, Saâda la marroquí, Madrid, Rivadeneyra, 1922.
- Obras completas de William Shakespeare. Estudio preliminar, traducción y notas de Luis Astrana Marín, Madrid, Aguilar, 1929.
- Cuentos turcos (Narraciones populares de Oriente). Traductor y antólogo Luis Astrana Marín, Madrid: América, 1920, y Madrid, Voluntad, 1929. Contiene: «Kara Mustafa». «El mendigo hechicero». «El caballo del genio y el látigo». «El tonto». «El turbante, el látigo y la alfombra mágica». «Las tres naranjas de las hadas». «El pez hechizado». «El miedo». «La Princesa silenciosa», etc.

### Otros
- Historia popular de España: desde los tiempos primitivos hasta nuestros días dirigida por ~, con la colaboración de Alfonso Camín, Madrid, Fénix, 1935.

## Reconocimiento
Tiene dedicadas en su honor sendas calles en Villaescusa de Haro, en Cuenca y en Alcalá de Henares, además, en esta última ciudad tiene erigido un monumento.